# Lagerungskonzepte
Die Lagerung von Wellen ist eine der konstruktiven Standardaufgaben des Maschinenbaus. Lagerungen, im Allgemeinen aus mindestens zwei Lagern oder Führungen bestehend, beschränken die Freiheitsgrade zweier relativ zueinander bewegter Elemente. Bei der Lagerung von Wellen wird die Rotation um die eigene Längsachse bei gleichzeitiger definierter Position im Raum ermöglicht. Um diese Vorgabe zu erfüllen, gibt es eine Reihe gängiger Lagerungsanordnungen bzw. Lagerungskonzepte. Die im Folgenden vorgestellten Konzepte werden in der Praxis überwiegend mit Wälzlagern umgesetzt.

## Anforderungen
Grundsätzlich werden an alle Wellenlagerungskonzepte die folgenden Anforderungen gestellt:
- Führen der Welle bzw. Beschränken auf gewollte Freiheitsgrade
- Einleiten der durch die Betriebslast auftretenden Kräfte in die umgebende Konstruktion
- Ermöglichen eines Längenausgleichs der Welle aufgrund von thermischer/mechanischer Ausdehnung
- Minimierung der Reibung

## Lageranordnung
Die Lageranordnung muss den Grundsatz der Eindeutigkeit erfüllen, das heißt, Ursache und Wirkung müssen in einem eindeutigen Zusammenhang stehen. Weiterhin muss die Lagerung die definierte Leitung des Kraftflusses gewährleisten. Erfüllt eine Lagerung diese Grundprinzipien, gilt sie als statisch bestimmt.

## Fest-Los-Lagerung (FLL)

Fest-Los-Lagerung;
Festlager links; Loslager rechts

Bei der Fest-Los-Lagerung wird die Aufnahme der axialen Kräfte in beide Richtungen durch ein Lager, das sogenannte Festlager, übernommen.
Funktion des Festlagers ist es, die Welle in axialer Richtung eindeutig zu positionieren. Das Festlager muss also sowohl Radialkräfte als auch Axialkräfte aufnehmen und in die umgebende Konstruktion leiten können. Diese Funktion kann grundsätzlich von einem einzigen Lager erfüllt werden. Bei sehr hohen Axial- oder Radialbelastungen werden häufig zwei Lager verwendet, um die Festlagerfunktion zu erfüllen. Die Funktion Aufnahme von Axial- und Radialkräften wird somit auf das Axiallager und das Radiallager, also auf zwei Lager, aufgeteilt.
Möchte man das Prinzip Trennung der Funktion umsetzen, muss bei der Konstruktion beachtet werden, dass das jeweilige Lager ausschließlich Axial- bzw. Radialbelastungen aufnehmen kann und darf.
Soll die Festlagerfunktion durch ein einziges Lager realisiert werden, so muss dieses Axial- und Radialkräfte aufnehmen können. Dies leisten nicht teilbare Lager. Dabei ist weder der Außenring im Gehäuse noch der Innenring auf der Welle verschiebbar, womit die Fixierung der Welle in Längsrichtung sichergestellt ist.
Um die Loslagerfunktion zu realisieren, gibt es mehrere Möglichkeiten. Häufig wird ein nicht teilbares Lager gewählt. Der Innenring des Lagers wird meist auf der Welle fixiert und die Loslagerfunktion durch den verschiebbaren Außenring innerhalb des Gehäuses gewährleistet. Eine andere Möglichkeit ist, ein teilbares Lager zu verwenden, zum Beispiel ein Zylinderrollenlager, wobei hier Innenring und Außenring des Lagers fixiert sein müssen. Die erforderliche Verschiebbarkeit zur Erfüllung der Loslagerfunktion findet jetzt innerhalb des Lagers statt.
- Vorteile der Fest-Los-Lagerung
  - kein axiales Spiel
  - Ausdehnung der Welle (beispielsweise durch Temperatur) unkritisch
  - für wechselnde Axialbelastungen geeignet
  - Eindeutigkeit der wirkenden Kräfte
- Nachteile
  - erhöhter konstruktiver Aufwand
  - relativ teuer

## Stützlagerung (SL)
Bei der Stützlagerung (auch Trag-Stütz-Lagerung) wird die axiale Ausrichtung der Welle je nach Richtung der eingeleiteten Kraft von dem einen oder anderen Lager übernommen.

### Stützlagerung schwimmend (SLS)

Schwimmende Lagerung mit Rillenkugellagern

Die Stützlagerung schwimmend (SLS) hat in axialer Richtung einige wenige Zehntelmillimeter Spiel, das heißt die Welle ist in axialer Richtung nicht eindeutig fixiert. Dadurch können mechanische oder thermische Längenänderungen aufgenommen werden, ohne dass sich die Lagerung verspannt. Je nach axialer Lastrichtung übernimmt eines der beiden Lager die Fest- bzw. Loslagerfunktion. Außen- und Innenring sind jeweils nur auf einer Seite (gegenüberliegend) axial fixiert, deshalb können für diese Lagerungsart keine teilbaren Lager (nicht selbsthaltende Lager, Loslager: zum Beispiel Nadellager, Kegelrollenlager) verwendet werden. Die Stützlagerung schwimmend ist nur verwendbar, wenn das Axialspiel – welches dieses Lagerungskonzept mit sich bringt und zur Funktionserfüllung auch zwingend erforderlich ist, damit keine Verspannung auftritt – keinen Einfluss auf die zu erfüllende Funktion hat.
- Vorteile der Stützlagerung schwimmend
  - kostengünstig
  - geringer Konstruktionsaufwand
  - Ausdehnung der Welle (z. B. durch Temperatur) im Bereich des Spiels unkritisch
- Nachteile
  - in axialer Richtung nicht eindeutig fixiert
  - nicht geeignet für wechselnde Axialbelastungen
  - nur wenn axiales Spiel keine Funktionsbeeinflussung hervorruft

### Stützlagerung angestellt (SLA), Gegenseitige Führung
Unter dem Anstellen einer Lagerung versteht man ein definiertes Verspannen der beiden Lager – in aller Regel zwei spiegelbildlich angeordnete Schrägkugellager oder Kegelrollenlager – gegeneinander. Namensgebend ist die Lage der Drucklinien (Kraftflusslinien) durch die Wälzlager – bei Lage des Druckmittelpunktes zwischen den Lagerstellen spricht man von X-Anordnung, außerhalb der Lagerstellen von O-Anordnung. In O-Anordnung kann die Lagerung ein größeres Kippmoment aufnehmen als in X-Anordnung, da in O-Anordnung der Abstand der Druckmittelpunkte größer ist. Dehnt sich die Welle bei Erwärmung stärker als das Gehäuse, steigt die Lagervorspannung bei X-Anordnung und sinkt bei O-Anordnung. Im Allgemeinen ist es zweckmäßig, die X-Anordnung bei überwiegendem Kraftangriff zwischen den Lagerstellen, die O-Anordnung bei Kraftangriff außerhalb der Lagerstellen zu verwenden.